# Kopáčov (Hradiště)
Kopáčov (deutsch Kopitschau) ist eine Wüstung auf dem Truppenübungsplatz Hradiště in Tschechien. Der erloschene Weiler liegt elf Kilometer nordöstlich von Bochov (Buchau) im Okres Karlovy Vary.

## Geographie
Kopáčov befand sich in der zum Duppauer Gebirge gehörigen Hradišťská hornatina (Burgstadtler Masse) auf einem Pass in der Quellmulde des Baches Luční potok (Wiesenbach). Einen reichlichen Kilometer östlich entspringen der Liboc (Linzbach) und die Blšanka (Goldbach). Im Osten erheben sich der Pilíř (Filirsch; 763 m n.m.) und der Prokopy (Prokopiberg; 749 m n.m.), südöstlich der Janský vrch (Johanneshübel; 719 m n.m.), im Westen der Zlatý vrch (Goldberg; 786 m n.m.) sowie nordwestlich der Mlýnský vrch (Mühlberg; 814 m n.m.). Östlich erstreckt sich das Naturdenkmal Valeč. Gegen Südosten liegt die Ruine Neuhaus.
Nachbarorte waren Jeseň (Gässing) im Norden, Podbořanský Rohozec (Deutsch Rust) und Nová Ves (Neudorf) im Nordosten, Dětaň (Gödesin) und Ořkov (Worka) im Osten, Lina (Lihna), Vrbička (Kleinfürwitz), Valeč (Waltsch), Jeřeň (Girschen) und Malý Hlavákov (Klein Lubigau) im Südosten, Týniště (Thönischen) im Süden, Albeřice (Alberitz) im Südwesten, Holetice (Holetitz) und Lochotín (Lochotin) im Westen sowie Jírov (Jurau) im Nordwesten.

## Geschichte
Die erste urkundliche Erwähnung von Kopaczow erfolgte 1419. Eine weitere Nennung des Dorfes Capeczaw in der Landtafel stammt aus dem Jahre 1437. Erst zwei Jahrhunderte später wurde Kopacžow dort 1623 – im Zusammenhang mit Lochotin – erneut erwähnt. Der zu dieser Zeit ausgebrochene Krieg führte zur Verödung des Dorfes. In der berní rula von 1654 wird Kopacožow als ein zur Herrschaft Waltsch gehöriges, verlassenes Dorf mit den kaum noch erkennbaren Resten von vier wüsten Chaluppen beschrieben.
Die Familie Korb von Weidenheim, die Waltsch kurz zuvor erworben hatte, ließ 1800 den Lochotiner Meierhof parzellieren und auf der wüsten Dorfstelle sieben Häuser errichten.
Im Jahre 1845 bestand das im Elbogener Kreis gelegene Dominikaldörfchen Kopitschau aus sechs Häusern mit 41 deutschsprachigen Einwohnern. Pfarr- und Schulort war Lochotin. Bis zur Mitte des 19. Jahrhunderts blieb Kopitschau der Herrschaft Waltsch untertänig.
Nach der Aufhebung der Patrimonialherrschaften bildete Kopitschau / Skapačov ab 1850 einen Ortsteil der Gemeinde Kleinlubigau im Gerichtsbezirk Buchau. Ab 1868 gehörte Kopitschau zum Bezirk Luditz. Im Jahre 1869 bestand der Weiler aus sieben Häusern und hatte 52 Einwohner. Im Jahre 1900 hatte Kopitschau 39 Einwohner, 1910 waren es 47. Nach dem Ersten Weltkrieg zerfiel der Vielvölkerstaat Österreich-Ungarn, das Dorf wurde 1918 Teil der neu gebildeten Tschechoslowakischen Republik. Beim Zensus von 1921 lebten in den sieben Häusern von Kopitschau 50 Deutsche. Der tschechische Ortsname wurde 1924 in Kopáčov geändert. 1930 lebten in den sieben Häusern von Kopitschau 35 Personen. Nach dem Münchner Abkommen wurde Kopitschau im Oktober 1938 dem Deutschen Reich zugeschlagen und gehörte bis 1945 zum Landkreis Luditz. Nach dem Ende des Zweiten Weltkrieges kam Kopáčov zur wiedererrichteten Tschechoslowakei zurück. Nach der Aussiedlung der deutschen Bewohner wurde der Weiler mit Tschechen wiederbesiedelt. 1947 hatte Kopáčov 14 Einwohner. Im Zuge der Gebietsreform von 1948 wurde der Okres Žlutice aufgelöst und Kopáčov zum 1. Februar 1949 dem Okres Toužim zugeordnet. 1950 lebten in den fünf Häusern von Kopáčov nur noch vier Personen. In der zweiten Phase der Errichtung des Truppenübungsplatzes Hradiště erfolgte 1955 die Absiedlung des Dorfes und seine Eingliederung in das Militärgebiet. Bei der Gebietsreform von 1960 wurde der Truppenübungsplatz in den Okres Karlovy Vary eingegliedert.
Auf der wüsten Dorfstelle sind heute nur noch Grundmauern der Häuser, der Dorfteich sowie Bäume und Sträucher zu finden.

## Ortsgliederung
Die Wüstung Kopáčov ist Teil des Katastralbezirkes Radošov u Hradiště.